# Giuseppe Grassi (Politiker)

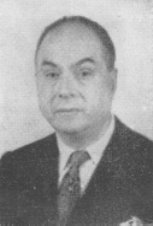
Giuseppe Grassi

Giuseppe Grassi (* 8. Mai 1883 in Lecce, Provinz Lecce; † 25. Januar 1950) war ein italienischer Jurist und Politiker der Unione Democratica Nazionale (UDN) und Partito Liberale Italiano (PLI), der von 1947 bis zu seinem Tod Justizminister Italiens war.

## Leben
Nach dem Schulbesuch studierte Grassi Rechtswissenschaften und war nach Abschluss als Rechtsanwalt sowie als Universitätsdozent tätig.
Bereits im Königreich Italien engagierte er sich politisch und wurde im November 1913 erstmals zum Mitglied der Abgeordnetenkammer (Camera del Regno d'Italia) gewählt, der er bis zum 25. Januar 1924 angehörte.
Zum Ende des Zweiten Weltkrieges begann er sein Engagement in der UDN und vertrat diese vom 25. Juni 1946 bis zum 26. April 1948 als Mitglied in der Verfassunggebenden Versammlung (Assemblea Costituente della Repubblica Italiana).
Am 31. Mai 1947 wurde er von Ministerpräsident Alcide De Gasperi zum Justizminister (Minstro della Giustizia) in dessen viertes Kabinett berufen und behielt diese Funktion auch in dessen fünfter Regierung bis zu seinem Tod am 25. Januar 1950. Während seiner Amtszeit als Justizminister kam es zur Verabschiedung der Verfassung (La Costituzione della Repubblica Italiana) am 22. Dezember 1947, die er kraft Amtes siegelte.
Zuletzt war er vom 11. Juni 1948 bis zu seinem Tod auch Mitglied der Abgeordnetenkammer (Camera dei deputati), in der er als Vertreter der PLI die Interessen des Wahlkreises Lecce vertrat.